# مجزرة الشجاعية 2023
أثناء الاجتياح الإسرائيلي لقطاع غزة (2023 - 2024)، كانت الشجاعية آخر منطقة في مدينة غزة لم تتعرض لغزو بري إسرائيلي، ونتيجة لذلك العديد من الفلسطينيين الذين لم يتمكنوا من الإخلاء جنوبًا لجأوا إلى المنطقة. وعلى الرغم من ذلك، فقد قصف الجيش الإسرائيلي الشجاعية لعدة أسابيع قبل غزوها في 4 ديسمبر/كانون الأول. وفي 26 ديسمبر/كانون الأول، انسحبت إسرائيل من الشجاعية، معلنة هزيمة كتيبة حماس المحلية. وعلى الرغم من ذلك، واصل المسلحون مهاجمة القوات الإسرائيلية داخل البلدة حتى انسحبت القوات الإسرائيلية في نهاية المطاف.

## الخلفية
الشجاعية هي واحدة من أكبر أحياء غزة وأكثرها كثافة سكانية، حيث تضم 92,000 شخص. نتيجة لغزو القوات الإسرائيلية لجنوب مدينة غزة، لجأ العديد من الفلسطينيين إلى الحي، مما تسبب في تزايد المخاوف من وقوع إصابات في صفوف المدنيين إذا قامت إسرائيل بتوسيع غزوها إلى الحي.

## معركة
في 4 كانون الأول (ديسمبر)، شنت إسرائيل غزوًا على الشجاعية، متقدمة من جنوب مدينة غزة بعد تعرضها لحملة قصف واسعة النطاق، مما أدى إلى تدمير معظم المنطقة.
واجهت الجماعات المسلحة الفلسطينية بقيادة كتائب عز الدين القسام القوات الإسرائيلية في السادس من كانون الأول (ديسمبر). واستغلت القوات شبه العسكرية البيئة التي خلقها القصف الإسرائيلي واعتمدت على المباني الكثيفة للنسيج في جميع أنحاء المنطقة بدلاً من الاعتماد على الأنفاق، مما مهد الطريق لمعركة حضرية كبرى.
خلال المواجهات المبكرة، هاجمت كتائب القسام مركبات توغلت في الشجاعية، مسلحة بصواريخ أيه كيه-47 والياسين 105 بصواريخ ترادفية. سمحت المباني المزدحمة والشوارع الضيقة للألوية بالاقتراب من المركبات على مسافات قريبة جدًا وإطلاق النار في تتابع سريع قبل التنقل بين المباني للاحتماء. ومن المعروف أنه بعد تدمير وإشعال الأحزاريت، وقف أحد المسلحين أمامها والتقط صورة شخصية.
ومع توغل القوات الإسرائيلية في المنطقة، نشر الاستطلاع لقطات لمقاتلي كتائب القسام وهم يستخدمون المباني كمخابئ، بما في ذلك الزحف على الأرضيات لتجنب اكتشافهم.
أصبح القتال أكثر كثافة، حيث استغلت كتائب القسام المناطق الحضرية الكثيفة، مما سمح لها في بعض الحالات بالاقتراب من الدبابات وإطلاق النار عليها من مسافة أمتار قليلة، فضلاً عن رشق القوات الإسرائيلية بالقنابل اليدوية من النوافذ.
وفي 13 ديسمبر/كانون الأول، استدرجت كتائب القسام أربعة جنود إلى كمين منسق، ثم شنت هجمات متتالية على القوات الإسرائيلية التي أرسلت لإنقاذ الجرحى، بما في ذلك انهيار المبنى المتهدم فوقهم. واعترف الجيش الإسرائيلي بمقتل 10 جنود في الكمين، من بينهم ضابطان رفيعا المستوى.
وبحلول 21 ديسمبر/كانون الأول، زعمت القوات الإسرائيلية أنها سيطرت على "السيطرة العملياتية" على الشجاعية، إلا أن القتال لم يتوقف واستمر وجود مسلح كبير في مهاجمة الجنود الإسرائيليين في جميع أنحاء المنطقة.
أقام مقاتلو حركة الجهاد الإسلامي في فلسطين من سرايا القدس مواقع قناصة على المباني الشاهقة، وقفزوا بين نوافذ المباني الشاهقة متعددة الطوابق للتنقل في المواقع في جميع أنحاء المنطقة. عثرت كتائب القسام على عدد من الجنود الإسرائيليين المتمركزين في المباني والبؤر الاستيطانية، وقامت بمضايقتهم، مما أدى إلى تآكل الروح المعنوية والأمنية.
في 26 ديسمبر/كانون الأول، انسحبت القوات الإسرائيلية من الشجاعية، في أعقاب عملية غير مكتملة سمحت للمسلحين الفلسطينيين بالاحتفاظ بالسيطرة على البلدة وشن هجمات على الجنود الإسرائيليين من المنطقة.

## النتيجة
ويفترض المرصد الأورومتوسطي لحقوق الإنسان أن 1000 مدني فلسطيني قتلوا في المعركة، ولكن نظراً لحجم الدمار وعدم انتشال الجثث في غزة، فإن عدد القتلى المدنيين قد يكون أعلى من ذلك بكثير. بالإضافة إلى ذلك، ثلاثة رهائن إسرائيليين في الشجاعية قتلوا بطريق الخطأ على يد قوات الدفاع الإسرائيلية.
بعد انسحاب القوات الإسرائيلية، حاول المدنيون إعادة سكن الشجاعية لكنهم يعانون لأن معظم المنطقة تقع تحت الأنقاض، إلى جانب الحصار الإسرائيلي لمدينة غزة، والدمار الكامل للبنية التحتية بسبب القصف الإسرائيلي.